# Ectomychus sakaii
Ectomychus sakaii is een keversoort uit de familie zwamkevers (Endomychidae). De wetenschappelijke naam van de soort werd in 1974 gepubliceerd door Chûjô & Kiuchi.